# Eduardo Ortiz Jasso
Eduardo Ortiz Jasso (Ciudad de México, 2 de noviembre de 1969) es un arquitecto y urbanista mexicano. Ha ocupado diversos cargos públicos en la ciudad de Cancún y en el estado de Quintana Roo.

## Biografía
Nacido en el Distrito Federal, actualmente Ciudad de México, es arquitecto y urbanista radicado en la ciudad de Cancún. Es egresado de la Facultad de Arquitectura de la Universidad Nacional Autónoma de México, con una maestría en Diseño y Gestión Urbana Sostenible de la Universidad Iberoamericana. Recibió el premio Baz Prada de la UNAM en 1992.
Es miembro de la Asociación Internacional de Urbanistas (Isocarp), donde ocupó el cargo de presidente en México.
Fue director y fundador del Instituto Municipal de Planeación para el Desarrollo Urbano de Benito Juárez, IMPLAN.
También fue coordinador del programa Pacto Global para Ciudades Prósperas en México de ONU-HABITAT, 2012 a 2014, y director general de la Agencia de Proyectos Estratégicos del Estado de Quintana Roo (Agepro) desde 2017 a 2022, pese a que estaba inhabilitado por cinco años desde el año 2014.  Durante la gestión de Ortiz, AGEPRO desarrolló el «Parque de la Equidad», el mayor de Cancún que promueve las así llamadas "metas desarrollo sustentable", junto con el Programa de Naciones Unidas para los Asentamientos Humanos.
En enero de 2022, Carlos Joaquín González, Gobernador de Quintana Roo, le nombró como director general del Instituto para el Desarrollo y Financiamiento del estado de Quintana Roo.

## Controversias
Como director del Instituto Municipal de Planeación (Implan) del ayuntamiento de Benito Juárez, Ortiz fue sancionado en 2014 con una restricción de cinco años para ocupar cargos públicos, a raíz de acusaciones de malas prácticas y corrupción.
En 2017, la asociación civil Somos tus Ojos–Transparencia por Quintana Roo, cuestionó el nombramiento de Eduardo Ortiz Jasso como director general de la Agencia de Proyectos Estratégicos de Quintana Roo, por incumplimiento de la sanción de inhabilitación impuesta, e interpuso un recurso legal contra su nombramiento. No obstante, el Juzgado Segundo de Distrito con sede en Cancún desestimó estas acusaciones por considerar que la asociación no tiene interés ni jurídico ni legítimo en el asunto, y por lo tanto Ortiz Jasso quedó habilitado para ejercer su cargo.
En 2022 fue removido de la Agencia de Proyectos Estratégicos (AGEPRO) por el gobierno federal, por corrupción vinculada a  la obra del puente vehicular Nichupté.